# 6969 Santaro
6969 Santaro (1991 VF5) là một tiểu hành tinh vành đai chính được phát hiện ngày 4 tháng 11 năm 1991 bởi S. Otomo ở Kiyosato.